# مجموعة العمران
مجموعة العمران هي مجموعة مغربية حكومية، مكلفة بتنفيذ إستراتيجية الحكومة المغربية في مجال الإسكان والتهيئة الحضرية.

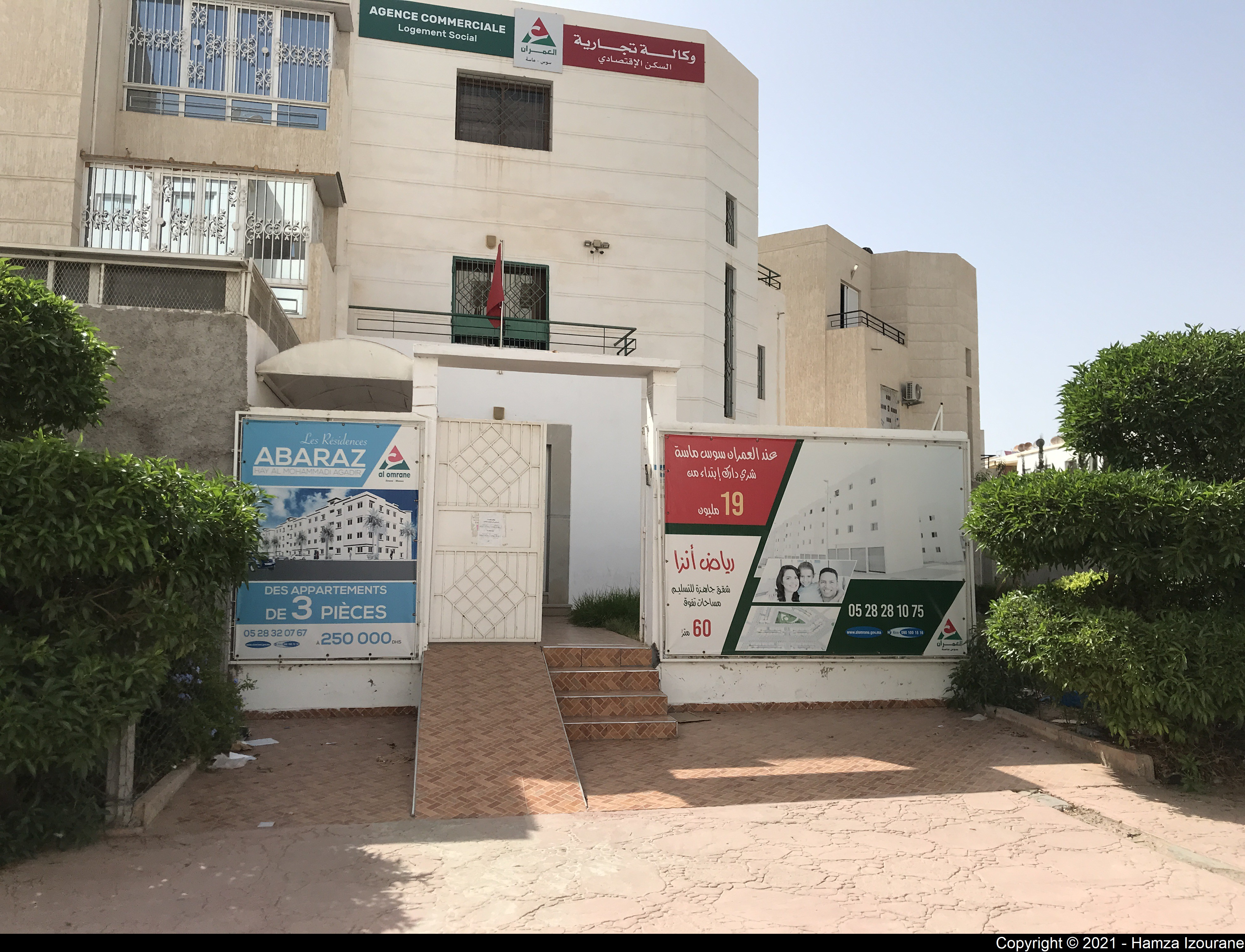
وكالة تجارية لمجموعة العمران في مدينة أكادير

## تاريخ
تأسست مجموعة العمران سنة 2007 بعد اندماج عدد من المؤسسات العمومية (الوكالة الوطنية لمحاربة السكن غير اللائق، الشركة الوطنية للتجهيز والبناء، شركة التشارك للتهيئة والبناء والإنعاش العقاري).
وفي سنة 2007 تم تحويل المؤسسات السبع الجهوية للتهيئة والبناء إلى شركات مساهمة وإدماجها في المؤسسة الجديدة. وفي تلك الفترة، إتضح جليا أن الدولة ترغب في جعل مجموعة العمران أداة لتنفيذ السياسات العمومية في مجال السكنى الذي يُعد مصيريا بالنسبة للمغرب.
ولهذا الغرض، أسست المجموعة نشاطها على شرعية مستمدة من ثلاثة مصادر، وهي الدستور الجديد الذي جعل السكن من بين حقوق المواطن، التوجيهات الملكية والرؤية التي وضعها الملك محمد السادس في مجال السكنى، والبرنامج الحكومي.
ومع ذلك، فقد توجب على العمران إنجاز تحولها من خلال تفعيل التعديلات المؤسساتية والقانونية والتنظيمية والإدارية الضرورية. وهكذا، لزِم في مرحلة ثانية القيام بعدة تعديلات هامة على مستوى الإدارة وتحسين الحكامة. وهو ما يعتبر تكريسا لإحدى التوجهات الخاصة بالعمران بصفتها مجموعة ذات مهمة عمومية، وهي توطيد موقعها كمقاولة عمومية عصرية وفعالة. وفي هذا السياق، تم تخصيص فترة 2004-2007 لوضع الإصلاحات المؤسساتية التي أسفرت عن إنشاء مجموعة العمران مع شركة قابضة وفروعها. أما المرحلة الثانية، 2008-2010، فقد شهدت تجميع أنشطة وموارد المجموعة من أجل منحها موقعا بين أهم المقاولات العمومية. وأخيرا، إنخرطت العمران منذ سنة 2011 في سلسلة من الإصلاحات العميقة على مستوى الإدارة من أجل عصرنة إدارتها وتحقيق التنمية وتبادل الخبرات في مجال الأعمال. وموازاة مع ذلك، عملت المجموعة منذ نفس التاريخ على تعزبز الشفافية وتوطيد مبادئ الحكامة الجيدة التي جعلتها الحكومة الجديدة من بين أولوياتها.
وبين سنة 2007 و2015، تعزز عمل العمران بالطابع الاستثنائي لقطاع البناء على مستوى التهيئة وبناء المساكن. وشهدت نفس الفترة إطلاق مشروع المدن الجديدة والمناطق الحضرية الجديدة وبرنامج السكن الاجتماعي بمبلغ 250 ألف درهم، وبرنامج السكن بمبلغ 140 ألف درهم.
ومنذ سنة 2016، سجلت المجموعة طفرة إستراتيجية من خلال إطلاق رؤية 2020.
خلال سنة 2019، بلغ رقم معاملات مجموعة العمران 4.570 مليار درهم، كما تم استصدار 29 ألف و334 رسما عقاريا. كما أعلنت المجموعة أنها تعتزم وضع رؤيتها الخماسية الجديدة للمرحلة 2021-2025، مستأنسة في ذلك بالتجربة الناجحة السابقة التي أطلق عليها اسم "وجهة 2020"، والتي بلغت نسبة إنجازها 98 بالمائة، وذلك ستة أشهر قبل نهايتها.

## الشركات الفرعية
قامت مجموعة العمران بإنشاء شركات فرعية لها بمختلف المدن الكبيرة لتنفيذ وتتبع العمليات مع الجماعات المحلية والقطاع الخاص،
وتتوفر حالياً المجموعة على 40 وكالة محلية، وعلى 10 شركات فرعية وهي:
- العمران البوغاز
- العمران الرباط
- العمران فاس
- العمران مكناس
- العمران وجدة
- العمران بني ملال
- العمران الدار البيضاء
- العمران مراكش
- العمران أكادير
- العمران الجنوب